# Răzvan Raţ
Răzvan Dincă Raţ (født 26. maj 1981 i Slatina, Rumænien) er en rumænsk fodboldspiller, der spiller som venstre back hos Poli Timișoara. Han har tidligere i karrieren spillet for blandt andet Rapid Bukarest, West Ham og Shakhtar Donetsk.
Med Rapid Bukarest var Raţ med til at vinde to rumænske mesterskaber og én pokaltitel. Med Shakhtar har han vundet hele fire ukrainske mesterskaber og to pokaltitler, og var også med til at triumfere i UEFA Cuppen i 2009.

## Landshold
Raţ står april 2018 noteret for hele 113 kampe og to scoringer for Rumæniens landshold. Han debuterede for holdet i 2002 og var blandt andet med i landets trup til EM i 2008.

## Titler
Rumænsk Liga
- 1999 og 2003 med Rapid Bukarest

Rumænsk Pokalturnering
- 2002 med Rapid Bukarest

Ukrainsk Liga
- 2005, 2006, 2008 og 2010 med Shakhtar Donetsk

Ukrainsk Pokalturnering
- 2004 og 2008 med Shakhtar Donetsk

UEFA Cup
- 2009 med Shakhtar Donetsk